# Rio Piratini (vattendrag i Brasilien, Rio Grande do Sul, lat -32,02, long -52,42)
Rio Piratini är ett vattendrag i Brasilien.   Det ligger i delstaten Rio Grande do Sul, i den södra delen av landet, 1 900 km söder om huvudstaden Brasília.
Trakten runt Rio Piratini består till största delen av jordbruksmark. Runt Rio Piratini är det glesbefolkat, med 13 invånare per kvadratkilometer.